# 麝钩蛾属
麝钩蛾属（学名：Thymistadopsis）是鱗翅目钩蛾科的一属，喙发达，触角双栉形，翅缰发达。本属有3种，分布于印度和中国。